# Saint-Prix (acteur)
 (février 2015).
Pour les articles homonymes, voir Saint-Prix.
Saint-Prix, nom de scène de Jean-Amable Foucault, né à Paris le 9 juin 1758, où il est mort le 28 octobre 1834, est un militaire et acteur français.

## Biographie
Jean-Amable Foucault fut commandant du bataillon de la section de l'Observatoire.[réf. souhaitée]
Il a été impliqué dans la journée du 20 juin 1792 et a par la suite quitté la scène politique pour devenir acteur sous le pseudonyme de « Saint-Prix ».[réf. souhaitée]
Dans la nuit du 2 septembre 1793, il fut arrêté en tant que suspect, avec douze autres acteurs du Théâtre-Français restés fidèles à la monarchie, et enfermé à la prison des Madelonnettes, pour avoir joué une représentation de Paméla, pièce jugée séditieuse.
En 1806, il a joué au Théâtre-Français le rôle de Sénèque dans la tragédie Octavie de Souriguières, pièce qui tomba.
Il eut pour élève le peintre Louis-Alexandre Péron (1776-1855).

## Carrière à la Comédie-Française
Entrée en 1782
Nommé 183e sociétaire en 1784
Départ le 1er avril 1818 (retraite)
- 1782 : Bérénice de Jean Racine, Comédie-Française : Antiochus (5 fois, de 1782 à 1786)
- 1782 : Iphigénie de Jean Racine, Comédie-Française : Achille
- 1782 : Mithridate de Jean Racine, Comédie-Française : Pharnace
- 1783 : Le Roi Lear de Jean-François Ducis d'après William Shakespeare, Comédie-Française : le duc de Cornouailles
- 1783 : Philoctète de Jean-François de La Harpe d'après Sophocle, Comédie-Française : Pyrrhus
- 1783 : Athalie de Jean Racine, Comédie-Française : Abner
- 1783 : Britannicus de Jean Racine, Comédie-Française : Néron
- 1784 : Corneille aux Champs-Élysées de Honoré Jean Riouffe, Comédie-Française : Sophocle
- 1784 : Macbeth de Jean-François Ducis d'après William Shakespeare, Comédie-Française : le jeune Seyward
- 1784 : Coriolan de Jean-François de La Harpe, Comédie-Française : Tullus
- 1785 : Abdir d'Edme-Louis Billardon de Sauvigny, Comédie-Française : Bazirkan
- 1785 : Albert et Émilie de Paul-Ulric Dubuisson, Comédie-Française : Jarmack
- 1785 : Andromaque de Jean Racine, Comédie-Française : Oreste
- 1786 : Le Chevalier sans peur et sans reproche de Jacques-Marie Boutet de Monvel, Comédie-Française : Don Alonso de Sotomayor
- 1786 : Apelle et Campaspe de Voiron, Comédie-Française : Alexandre
- 1786 : Azémire de Marie-Joseph Chénier, Comédie-Française : Soliman
- 1786 : Scanderberg de Paul-Ulric Dubuisson, Comédie-Française : Mahomet II
- 1786 : Virginie de Jean-François de La Harpe, Comédie-Française : Appius
- 1787 : Hercule au Mont Oeta de Pierre-François Alexandre Lefèvre, Comédie-Française : Philoctète
- 1788 : Lanval et Viviane de Pierre-Nicolas André-Murville : Lancelot
- 1788 : Méléagre de Népomucène Lemercier, Comédie-Française : Zoroas
- 1788 : Le Barbier de Séville de Beaumarchais, Comédie-Française : L'Éveillé
- 1789 : Charles IX ou l'École des rois de Marie-Joseph Chénier : le cardinal de Lorraine
- 1789 : Astyanax de Richerolle d'Avallon, Comédie-Française : Pyrrhus
- 1789 : Ericie ou la Vestale de Jean-Gaspard Dubois-Fontanelle, Comédie-Française : Osmide
- 1789 : Marie de Brabant, reine de France de Barthélemy Imbert, Comédie-Française : le duc
- 1790 : Le Journaliste des ombres de Joseph Aude, Comédie-Française : Lekain
- 1790 : Le Tombeau de Desilles de Desfontaines-Lavallée, Comédie-Française : M. Frick
- 1790 : Louis XII, père du peuple de Charles-Philippe Ronsin, Comédie-Française : le chevalier Bayard
- 1791 : La Liberté conquise de Harny de Guerville, Comédie-Française : Verneuil
- 1791 : Marius à Minturnes d'Antoine-Vincent Arnault, Comédie-Française : un cimbre
- 1791 : Rienzi de Joseph-François Laignelot, Comédie-Française : Rienzi
- 1791 : Washington ou la Liberté du Nouveau-Monde d'Edme-Louis Billardon de Sauvigny, Comédie-Française : Washington
- 1792 : La Mort d'Abel de Gabriel-Marie Legouvé, Comédie-Française : Caïn
- 1792 : Lucrèce d'Antoine-Vincent Arnault, Comédie-Française : Brutus
- 1793 : L'Ami des lois de Jean-Louis Laya, Comédie-Française : Nomophage
- 1793 : Paméla ou La Vertu récompensée de Nicolas François de Neufchâteau d'après Samuel Richardson
- 1801 : Alhamar de François-Joseph Depuntis, Comédie-Française : Almanzor
- 1801 : Mithridate de Jean Racine, Comédie-Française : Mithridate
- 1801 : Iphigénie de Jean Racine, Comédie-Française : Agamemnon
- 1802 : Bajazet de Jean Racine, Comédie-Française : Acomat
- 1802 : Édouard en Écosse d'Alexandre Duval, Comédie-Française : Lord Dathol
- 1803 : Le Tasse d'A. M. Cecile, Comédie-Française : Onuphre
- 1803 : Phèdre de Jean Racine, Comédie-Française : Thésée
- 1804 : Polyxène d'Étienne Aignan, Comédie-Française : Agamemnon
- 1804 : Cyrus de Marie-Joseph Chénier, Comédie-Française : Memnon
- 1805 : Britannicus de Jean Racine : Burrhus
- 1805 : Esther de Jean Racine : Mardochée
- 1805 : Les Templiers de François Just Marie Raynouard : le Grand Maître
- 1805 : Astyanax de Halma : Calchas
- 1806 : Les Français dans le Tyrol de Jean-Nicolas Bouilly : Gaspard
- 1806 : Athalie de Jean Racine : Joad
- 1806 : Antiochus Epiphanes d'Auguste Le Chevalier : Arzace
- 1806 : Octavie de Jean-Marie Souriguières de Saint-Marc : Sénèque
- 1807 : Pyrrhus ou les Aeacides de Louis-Grégoire Lehoc : Aeacide
- 1807 : La Mort de Du Guesclin de Hyacinthe Dorvo : Du Guesclin
- 1808 : Artaxerce d'Étienne-Joseph-Bernard Delrieu : Artaban
- 1809 : Hector de Jean-Charles-Julien Luce de Lancival : Polydamas
- 1810 : Brunehaut ou les Successeurs de Clovis d'Étienne Aignan : Clodomir
- 1811 : Annibal de A. J. Denormandie : Annibal
- 1814 : Les États de Blois ou La Mort du duc de Guise de François Just Marie Raynouard : Bussy
- 1815 : Jeanne Gray de Charles Brifaut : Northumberland
- 1816 : Arthur de Bretagne d'Étienne Aignan : Jean sans Terre
- 1816 : Charlemagne de Népomucène Lemercier : Theudéric
- 1817 : Germanicus d'Antoine-Vincent Arnault : Pison
- 1817 : Phocion de Jacques-Corentin Royou : Phocion père

## Sources
- Louis Mortimer Ternaux, Histoire de la Terreur, Tome I[5]

## Iconographie
- Louis Lafitte (1770-1828), Portrait de Saint-Prix, acteur, Salon de 1798, huile sur toile